# Zuzana Tryznová
Zuzana Tryznová (* 8. Oktober 1984 in Jablonec nad Nisou) ist eine ehemalige tschechische Biathletin.
Zuzana Tryznová ist Studentin und lebt in Jablonec nad Nisou. Sie betreibt Biathlon seit 2002 und gehört seit 2005 dem tschechischen Nationalkader an. Sie wird von Petr Graclík trainiert und startet für den SKP Jablonex Jablonec n.N.
Tryznová  debütierte 2003 in Kościelisko auf internationaler Ebene bei den Junioren-Weltmeisterschaften. Bestes Resultat wurde Platz sechs im Sprint. Weniger erfolgreich lief es bei den anschließenden Junioren-Europameisterschaften, wo die Tschechin nicht über Ränge im 30er-Bereich hinaus kam. Im Jahr darauf erreichte sie in Haute-Maurienne als Vierte mit der Staffel bei Junioren-Weltmeisterschaften ihr bestes Ergebnis, die Einzelrennen verliefen weniger erfolgreich, bestes Ergebnis war Platz elf im Sprint. Im Sommer des Jahres startete Tryznová bei der Junioren-WM in Sommerbiathlon in Osrblie und erreichte als bestes Resultat Platz sieben mit der Staffel. Zur folgenden Saison 2004/05 gab sie ihr Debüt im Junioren-Europacup, erreichte aber nur einmal, 2005 als Neunte der Verfolgung in Langdorf ein Resultat unter den besten Zehn. Bei den Junioren-Europameisterschaften 2005 in Nowosibirsk belegte sie Platzierungen zwischen elf und 13. Ihre letzten Junioren-Weltmeisterschaften in Kontiolahti brachte keine nennenswerten Ergebnisse.

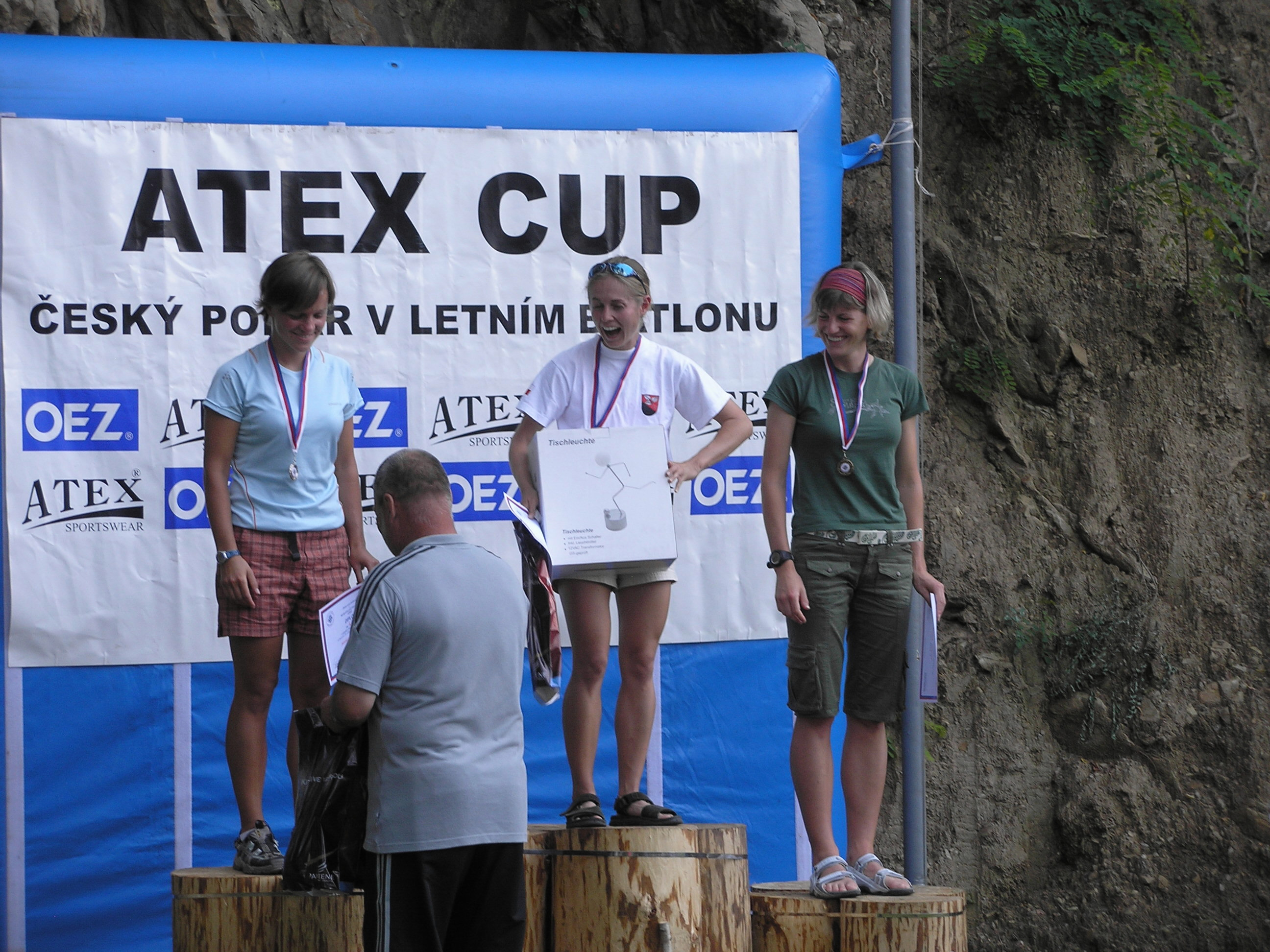
Tryznová (rechts) als Drittplatzierte beim Atex-Cup in Bystřice pod Hostýnem 2007 neben Michaela Balatková und Pavla Matyášová

Zur Saison 2005/06 gab Tryznová ihr Debüt im Biathlon-Europacup. Ihr erstes Rennen war ein Einzel in Obertilliach, das sie als 46. beendete. Kurz darauf gewann sie an selber Stelle im Sprint als 30. ihren ersten Europacup-Punkt. In Altenberg erreichte die Tschechin 2006 als Sechste im Sprint erstmals eine Platzierung unter den besten Zehn. Es ist bislang Tryznovás bestes Ergebnis in einem reinen Europacup-Rennen. Anschließend konnte sie in Antholz in einem Sprintrennen ihr Debüt im Biathlon-Weltcup geben und wurde 73. 2007 wurde sie erstmals für Biathlon-Weltmeisterschaften nominiert. In Antholz belegte sie Platz 77 im Einzel, wurde 49. im Sprint, was zugleich ihr bestes Ergebnis in einem Weltcuprennen darstellt, und wurde im Verfolgungsrennen überrundet aus dem Wettkampf genommen. Nur wenig besser verlief die EM in Bansko, wo Platz 29 in der Verfolgung das beste Ergebnis der Athletin wurde. In der Saison 2007/08 startete Tryznová nun regelmäßig im Weltcup. Höhepunkt der Saison wurden erneut die Biathlon-Weltmeisterschaften, die 2008 in Östersund ausgetragen wurden. 60. wurde sie im Einzel, 86. im Sprint und 16. mit der tschechischen Staffel. Erfolgreicher wurde die EM in Nové Město. Nachdem Tryznová im Einzel noch 40. geworden war, gewann sie im Sprint hinter Oksana Jakowljewa die Silbermedaille. Im Verfolgungsrennen fiel sie auf den elften Platz zurück. In Pyeongchang konnte sie 2009 erneut bei den Weltmeisterschaften starten und erreichte die Plätze 74 im Einzel und 70 im Sprint.

## Biathlon-Weltcup-Platzierungen
Die Tabelle zeigt alle Platzierungen (je nach Austragungsjahr einschließlich Olympische Spiele und Weltmeisterschaften).
- 1.–3. Platz: Anzahl der Podiumsplatzierungen
- Top 10: Anzahl der Platzierungen unter den ersten zehn (einschließlich Podium)
- Punkteränge: Anzahl der Platzierungen innerhalb der Punkteränge (einschließlich Podium und Top 10)
- Starts: Anzahl gelaufener Rennen in der jeweiligen Disziplin

| Platzierung                      | Einzel | Sprint | Verfolgung | Massenstart | Staffel | Gesamt |
| -------------------------------- | ------ | ------ | ---------- | ----------- | ------- | ------ |
| 1. Platz                         |        |        |            |             |         |        |
| 2. Platz                         |        |        |            |             |         |        |
| 3. Platz                         |        |        |            |             |         |        |
| Top 10                           |        |        |            |             |         |        |
| Punkteränge                      |        |        |            |             | 5       | 5      |
| Starts                           | 8      | 15     | 2          |             | 5       | 30     |
| Stand: nach der Saison 2009/2010 |        |        |            |             |         |        |